# Corn Laws

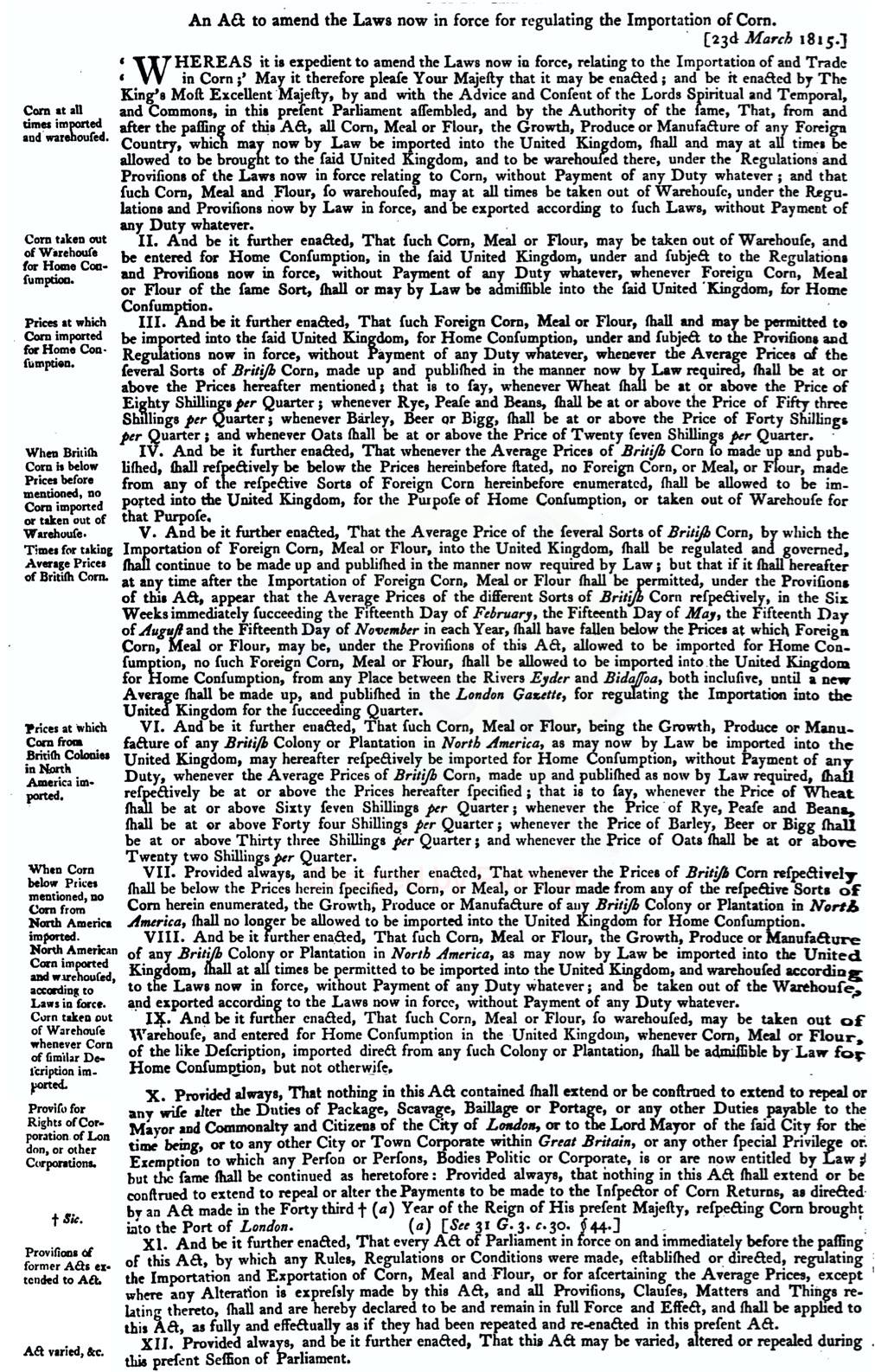
An Act to amend the Laws now in force for regulating the Importation of Corn, 23d March 1815.

Le Corn Laws furono una serie di provvedimenti, in vigore dal 1815 al 1846 nel Regno Unito, che imponevano dazi sull'importazione di cereali (“corn” in inglese britannico indica vari tipi di cereali).

## Introduzione
Scopo delle Corn Laws, introdotte dall'Importation Act 1815 (55 Geo. 3 c. 26) e abrogate dall'Importation Act 1846 (9 & 10 Vict. c. 22), era quello di proteggere i proprietari terrieri dai prezzi più competitivi dei cereali provenienti da altre colonie britanniche. All'epoca la Gran Bretagna era il paese economicamente più evoluto e gli unici produttori in grado di impensierirla erano quelli delle colonie di oltremare.

## Abrogazione
Il dibattito intorno alle Corn Laws coinvolgeva su fronti opposti il Partito Conservatore e quello Whig, da un lato quindi la classe sociale che maggiormente beneficiava del sistema protezionistico adottato dopo le guerre napoleoniche quando si temeva un aumento del prezzo del grano (che non avvenne) e dall'altro lato la classe dei piccoli imprenditori (rappresentata dal partito Whig) che, seguendo le teorie di David Ricardo, riteneva una diminuzione del prezzo dei cereali la condizione necessaria per l'aumento dei profitti.
A Manchester personalità come Richard Cobden, John Bright, Sir David Roche e Charles Pelham Villiers fondarono la Manchester Anti-Corn Law League organizzando anche una massiccia campagna extraparlamentare per l'abolizione dei dazi protettivi. Lo scopo principale era quello di promuovere il libero commercio, abbassando i dazi sul grano facilitando quindi l'importazione di maggiori quantità di cereali esteri, dando una maggior offerta di cereali con un conseguente abbassamento del prezzo del pane. Questa azione doveva essere attuata sia tramite l'intervento della Camera dei Comuni sia presso l'opinione pubblica.
La campagna ebbe un notevole successo, raccogliendo consensi in tutti i gruppi sociali meno agiati (ovviamente favorevoli a un abbassamento dei prezzi dei beni alimentari di prima necessità); ma fu vista con grande simpatia anche dagli industriali, che compresero la convenienza di una simile mossa per le loro produzioni. Contrari rimasero i proprietari terrieri, gli affittuari, i contadini e i lavoranti agricoli; ma non bisogna dimenticare che in quegli anni in Gran Bretagna la bilancia demografica tra agricoltura e altri settori si stava inclinando rapidamente a favore delle città e dell'industria; conquistarsi il sostegno di industriali, operai e ceti medi urbani significava avvicinare alla propria causa una parte sempre più significativa dell'opinione pubblica.
Il dibattito sull'abolizione subì una brusca accelerazione in seguito a due fattori principali: la carestia irlandese del 1845 e il tentativo del primo ministro, il conservatore Robert Peel, di assicurare ai conservatori i consensi della maggior parte delle classi medie imprenditoriali. Peel avanzò la proposta di abolire le Corn Laws nella speranza di ridurre il costo del pane al punto da renderlo acquistabile dalla popolazione irlandese. Verso la fine del 1845 vi fu una spaccatura all'interno dei conservatori, una parte dei quali si rifiutò di votare il provvedimento in Parlamento: la riforma venne comunque approvata nel 1846, poiché fu votata dai seguaci di Peel sostenuti dai parlamentari whig; ciò poi provocò la caduta del governo Peel che giunse alle dimissioni ma rientrò in carica in seguito al rifiuto da parte dei Whig di assumere il governo del paese. La fazione contraria all'abolizione delle Corn Laws era guidata da un ancora poco conosciuto Benjamin Disraeli, mentre a favore dell'abolizione vi erano sia i Whig sia i movimenti più radicali.
Il dibattito sull'abolizione durò fino al 16 maggio 1846 quando l'abolizione ottenne l'approvazione della Camera dei comuni; il provvedimento passò anche alla camera dei Lords grazie all'appoggio del Duca di Wellington. Disraeli e Bentinck, alla guida di alcuni protezionisti, imposero la bocciatura dell'Irish Coercion Bill proposto da Peel, che di conseguenza rassegnò le dimissioni.
Il partito conservatore si scisse in due fazioni, da una parte coloro che appoggiavano Peel, chiamati Peelites, che intorno al 1860, insieme ad alcuni Whig e radicali, diedero vita al Partito Liberale. La fazione più conservatrice, guidata da Disraeli diede invece origine alla struttura dell'attuale Partito Conservatore.